# Вандерсон Мараньян
Вандерсон Кавальканте Мело (порт. Wanderson Cavalcante Melo), більш відомий як Вандерсон Мараньян (порт. Wanderson Maranhão, нар. 26 липня 1994) — бразильський футболіст, півзахисник одеського «Чорноморця», який виступає на правах оренди за литовський «Паневежис».

## Клубна кар'єра
Починав дорослу кар'єру в клубі «Корітіба», але так і не зіграв за нього в офіційних матчах. У 2015—2017 роках виступав у різних клубах у чемпіонатах штатів Парана та Сан-Паулу. У серпні 2017 року перейшов до клубу «АФК Ескільстуна» з елітного дивізіону Швеції, проте за підсумками сезону 2017 року команда вибула в Супереттан.
У січні 2018 року став гравцем білоруського клубу «Вітебськ», а в лютому 2018 клуб офіційно оголосив про підписання контракту із бразильським півзахисником. Закріпився у стартовому складі вітебської команди. На початку 2020 перебував у Бразилії і не тренувався з вітебським клубом, однак у лютому 2020 року підписав із клубом трирічний контракт і повернувся до команди. Залишався гравцем основного складу команди.
1 лютого 2022 року став гравцем одеського «Чорноморця».